# Hunter Moore
Hunter Moore, né le 9 mars 1986, est un criminel américain connu pour avoir créé le site internet de revenge porn Is Anyone Up?.

## Biographie
À la fin de l'année 2010, Hunter Moore crée un site internet intitulé Is Anyone Up?, initialement pour écrire des articles sur ses expériences avec les femmes. Souhaitant devenir célèbre, le jeune homme invite les internautes à publier des photos intimes de leurs connaissances sur le site internet. Vivant à Los Angeles, il utilise les milliers de visiteurs de son site pour vendre des produits dérivés et promouvoir des boîtes de nuit. En 2011 et 2012, il se proclame « ruineur de vies professionnel », se compare à Charles Manson et déclare que les victimes de son site internet sont responsables d'avoir pris de mauvaises décisions,.
Décrit comme l'« homme le plus détesté d'Internet », Hunter Moore multiplie les apparitions télévisuelles, jusqu'à être confronté à deux victimes sur le plateau d'Anderson Cooper. En janvier 2014, il est mis en examen entre autres pour conspiration d'accéder à un ordinateur protégé sans autorisation, dans l'objectif d'obtenir des informations afin d'en tirer un gain financier. En décembre 2015, Moore est condamné à deux ans et demi de prison pour avoir recruté un hacker dans le but de voler des photos d'individus nus pour les poster sur son site internet.

### Vidéographie
- [vidéo] The Most Hated Man on the Internet, série-documentaire d'Alex Marengo, 27 juillet 2022, Netflix.